# Sant Quirze i Santa Julita (Ossera)
Sant Quirze i Santa Julita d'Ossera és una església romànica de la Vansa i Fórnols a la comarca de l'Alt Urgell protegida com a Bé Cultural d'Interès Local. El sants patrons són Quirze i Julita de Tars.

## Descripció
L'edifici d'una nau coberta amb volta data d'una gran reforma en estil barroc del 1727.  Té una porta, finestra i campanar de paret de dos ulls al frontis. Construcció rústega de pedres unides amb morter sense fer filades. Té una inscripció a l'entrada amb la data de 1885, que refereix probablement a una intervenció parcial. Podria ser la data quan es va abandonar definitavemnt l'església vella que des d'aleshores rabent va decaure.

## Història
El castell d'Orsera fou infeudat l'any 1107 a Galceran de Pinós per Ermengol Josbert, fill del comte de Cerdanya, i restà en poder de la casa dels Pinós fins al 1371. Aleshores Pere Galceran de Pinós el va vendre al capítol d'Urgell juntament amb altres castells i llocs de la vall de Lavansa. El primer esment escrit, molt tardiu, data del 1597. De la romànica església vella no quedaven gaire traces, fins que es van fer les primeres excavacions el 2009.
En el llibre de la dècima de la diòcesi d'Urgell del 1391, la parròquia d'«Osas» formava part del deganat d'Urgellet. L'actual església d'Ossera és annexa a la parroquial d'Adraén.
A l'interior s'hi conserva el retaule de Sant Martí en estil gòtic. Durant la Guerra Civil els veïns el van amagar. Ha estat restaurat i reoisat a l’altar major. Manquen l’arquitectura i els ornaments originals del retaule.